# Алексис Зорбас
„Алексис Зорбас“ (на гръцки: Βίος και πολιτεία του Αλέξη Ζορμπά, „Животът и приключенията на Алексис Зорбас“) е роман от гръцкия писател Никос Казандзакис. Книгата е публикувана в 1946 година. Романът е филмиран под името „Зорба гъркът“ в 1964 година с Антъни Куин в главната роля.
Произведението е разказ за живота на Алексис Зорбас, чийто първообраз е миньорът от Македония Георгиос Зорбас.